# Скворцов, Алексей Анатольевич
Алексей Анатольевич Скворцов (03.03.1908 — 01.01.1997) — советский и российский учёный в области металлургии и теплотехники, профессор, заслуженный деятель науки и техники РСФСР.

## Биография
Родился в Ветлуге в семье преподавателей городской гимназии. Сын Анатолия Алексеевича Скворцова (гельминтолога) и брат Марка Анатольевича Скворцова (режиссёра Горьковской студии телевидения).
Окончил 3-ю Нижегородскую школу имени М. А. Бакунина (1925) и механический факультет Нижегородского государственного университета по специальности «Теплотехника» (1930).
Был направлен на завод «Красное Сормово», где работал до 1951 года в должностях от конструктора до начальника сначала металлургического, затем топливно-печного бюро. Во время войны под его руководством были построены печи для танкового производства, а после войны — печи с вращающимся подом, которые и применяются и сейчас.
С 1932 года и до последних дней жизни преподавал и вёл научную работу в Горьковском индустриальном (политехническом) институте — сначала по совместительству, а с 1951 года перешёл туда полностью.
В 1940 году утверждён в учёном звании доцента, в 1945 году защитил кандидатскую диссертацию на тему «Исследование работы нагревательных печей».
Результаты научных исследований внедрял в производство: под его руководством была проведена модернизация и рационализация печных хозяйств ковочных, термических и плавильных цехов на заводах «Красное Сормово», «Теплоход», «Автогаз», «Красная Этна».
В 1959 году защитил докторскую диссертацию на тему «Исследование затвердевания стального слитка в установке непрерывной разливки, а также в изложнице и в форме с помощью гидравлического моделирования». В 1961 году утверждён в звании профессора.
В 1960 году стал основателем кафедры «Металлургические и нагревательные печи», которой руководил более 26 лет.
Вместе с коллегами и учениками выполнил научные исследования в области технологии непрерывной и обычной разливки железоуглеродистых и цветных сплавов, результаты которых были обобщены в монографиях (написаны в соавторстве): «Теплопередача и затвердевание стали в установках непрерывной разливки стали» (1966); «Непрерывное литье во вращающемся электромагнитном поле» (1971); «Формирование слитков при внешних динамических воздействиях» (1989); «Влияние внешних воздействий на процесс формирования слитков и заготовок» (1991) и в публикациях научных журналов и сборников научных трудов.
Заслуженный деятель науки и техники РСФСР (14.04.1978).
Награды: ордена Ленина (1961), Трудового Красного Знамени (1949), медали.
Умер 1 января 1997 года. Похоронен на Бугровском кладбище (10 квартал).

## Публикации
- Прогрессивные способы нагрева в кузнечно-штамповочном производстве : [Учеб. пособие для слушателей заоч. курсов повышения квалификации ИТР по технологии и оборуд. кузнеч.-штамповоч. пр-ва] / А. А. Скворцов. — М. : Машиностроение, 1980. — 55 с. : ил.; 21 см.
- Расчет холодильников для стальных отливок [Текст] / А. А. Скворцов, канд. техн. наук. — Москва : Машгиз, 1955. — 95 с. : ил.; 22 см.
- Теплопередача и затвердевание стали в установках непрерывной разливки [Текст] / А. А. Скворцов, А. Д. Акименко. — Москва : Металлургия, 1966. — 190 с. : ил.; 22 см.
- Тепловой зонд для контроля температуры в нагревательных и плавильных печах [Текст] : (Опыт завода «Красное Сормово») / Доц. канд. техн. наук А. А. Скворцов. — Москва : [ВПТИ], 1955. — 27 с. : черт.; 20 см.
- Влияние внешних воздействий на процесс формирования слитков и заготовок / А. А. Скворцов, А. Д. Акименко, В. А. Ульянов. — М. : Металлургия, 1991. — 215,[2] с. : ил.; 20 см; ISBN 5-229-00553-X
- Безокислительный и малоокислительный нагрев стали под обработку давлением [Текст] / А. А. Скворцов, А. Д. Акименко, М. Я. Кузелев. — Москва : Машиностроение, 1968. — 270 с. : ил.; 22 см.
- Нагревательные устройства [Текст] : [Учеб. пособие для втузов] / А. А. Скворцов, А. Д. Акименко, М. Я. Кузелев. — Москва : Высш. школа, 1965. — 443 с. : ил.; 21 см.
- Методы нагрева металла для ковки и штамповки в пламенных печах [Текст] / А. А. Скворцов, М. Я. Кузелев ; Науч.-техн. о-во машиностроит. пром-сти. Ун-т техн. прогресса в машиностроении. Заоч. курсы повышения квалификации технологов и механиков кузнечно-штамповочных цехов. — Москва : Машиностроение, 1970. — 62 с. : черт.; 21 см.
- Нагрев металла под ковку и штамповку в пламенных печах [Текст] / М. Я. Кузелев, А. А. Скворцов. — Ленинград : Судпромгиз, 1960. — 263 с. : черт.; 23 см.
- Справочник мастера-литейщика [Текст] / М. Я. Кузелев, А. А. Скворцов, Н. Н. Смеляков. — Москва ; Свердловск : Машгиз, [Урало-Сиб. отд-ние], 1952. — 528 с. : ил.; 21 см.
- Справочник рабочего-литейщика [Текст] / М. Я. Кузелев, А. А. Скворцов, Н. Н. Смеляков. — 2-е изд., доп. и перераб. — Москва ; Свердловск : Машгиз. [Урало-Сиб. отд-ние], 1956. — 634 с. : ил.; 21 см.
- Справочник рабочего-литейщика [Текст] / М. Я. Кузелев, А. А. Скворцов, Н. Н. Смеляков. — 3-е изд. — Москва ; Свердловск : Машгиз. [Урало-Сиб. отд-ние], 1961. — 584 с. : ил.; 21 см.
- Тепловой расчет машин непрерывного литья стальных заготовок [Текст] : Учеб. пособие / А. Д. Акименко, Е. М. Китаев, А. А. Скворцов. — Горький : ГПИ, 1979. — 85 с. : ил.; 21 см.